# Polina Mujgaleyeva
Polina Mujgaleyeva (en ruso: Полина Мухгалеева; 14 de octubre de 1996) es una deportista rusa que compite en piragüismo en la modalidad de eslalon. Ganó dos medallas de bronce en el Campeonato Mundial de Piragüismo en Eslalon, en los años 2018 y 2021.

## Palmarés internacional
| Campeonato Mundial | Campeonato Mundial      | Campeonato Mundial | Campeonato Mundial |
| Año                | Lugar                   | Medalla            | Competición        |
| ------------------ | ----------------------- | ------------------ | ------------------ |
| 2018               | Río de Janeiro (Brasil) | Medalla de bronce  | K1 extremo         |
| 2021               | Bratislava (Eslovaquia) | Medalla de bronce  | C1 por equipos     |